# Ignorantia legis non excusat
Ignorantia legis non excusat (również ignorantia legis non exculpat, łac. nieznajomość prawa nie jest usprawiedliwieniem; również  ignorantia legis neminem excusat, łac. nieznajomość prawa nikogo nie usprawiedliwia) – paremia prawnicza pokrewna do ignorantia iuris nocet oznaczająca, że nikt nie może usprawiedliwiać swoich działań lub zaniechań tym, że nie zna przepisów prawa. Jest to zasada uznająca fikcję powszechnej znajomości prawa.